# Акт о Квебеке
Акт о Квебе́ке 1774 года (англ. Quebec Act) — закон Парламента Великобритании (14 Geo. III глава 83), устанавливающий процедуры управления в провинции Квебек. Один из т.н. Невыносимых законов.
Основными деталями закона были:
- Территория провинции была расширена и стала включать часть Индейской резервации, в том числе значительную часть территории современной южной Онтарио, а также территорию современных Иллинойса, Индианы, Мичигана, Огайо, Висконсина и частично Миннесоты.
- Присяга на верность была заменена на такую, где не было упоминания протестантской веры.
- Гарантировалось свободное исповедание католицизма.
- Гарантировалась свобода вероисповедания.
- Было восстановлено использование французского гражданского права в частных вопросах, хотя в государственном управлении, в том числе в уголовном преследовании, сохранялось применение английского common law.

Акт имел огромные последствия как в самом Квебеке, так и в Тринадцати колониях. В Квебеке англоговорящие иммигранты из Британии и южных колоний протестовали против многих его положений, которые они считали ограничением их политических свобод. Франкоговорящие канадцы разделились в оценке закона; владевшие землёй сеньоры и духовенство были в целом довольны его положениями.
В колониях Акт был принят в ходе той же сессии Парламента, в ходе которой принимались и многие другие законы, призванные наказать Тринадцать колоний за бостонское чаепитие и другие протесты, поэтому в колониях он рассматривался вместе с теми законами и стал одним из «репрессивных законов». Положения Акта о Квебеке рассматривались как новая модель британского колониального режима, по которой колонии будут лишены их выборных собраний и наряду с протестантскими верованиями будет распространяться римско-католическая вера. Также были ограничены возможности колоний расширять свои западные границы, так как значительная часть Территории Огайо была передана провинции Квебек.

## Предпосылки
После Семилетней войны победившая в ней Великобритания и проигравшая Франция оформили мир Парижским договором 1763 г. По условиям этого договора Королевство Франция уступало Британии Новую Францию, стремясь сохранить острова Гваделупа и Мартиника, ценные своим сахарным производством. Новая Франция считалась менее ценной, так как её единственным значимым продуктом в то время были бобровые шкуры. Территория вдоль реки Святого Лаврентия, называемая французами Канада, была переименована британцами в Квебек по названию её столицы. Гражданская администрация территорий, приобретённых британцами в войну, была создана по Королевской декларации 1763 г.
По условиям мирного договора канадцы, которые решили остаться, становились британскими подданными. Для того чтобы быть допущенными к службе в государственных учреждениях, они должны были принести присягу королю, содержавшую особые положения, противоречащие католическим убеждениям. Так как многие из преимущественно римско-католических канадцев не желали приносить такую присягу, это препятствовало нежелательному наплыву франкоговорящих канадцев в местное управление.
С ростом волнений в колониях к югу, которые в результате завершились Войной за независимость 1775—1783 гг., британцы боялись, что франкоканадцы также могли поддержать растущее сопротивление. В то время франкоканадцы составляли подавляющее большинство населения провинции Квебек (более 99 %), а поток британских иммигрантов был слаб. Чтобы заручиться лояльностью британской короне примерно 70 000 франкоканадцев, первый губернатор Джеймс Мюррей и следующий губернатор Гай Карлтон заявил о необходимости изменений. Также существовала необходимость в компромиссе между противоречащими друг другу требованиями франкоговорящих и новоприбывших британских подданных. Эти усилия колониальных губернаторов в результате привели к принятию Акта о Квебеке 1774 г.

## Воздействие на провинцию Квебек
- Территория: Актом были определены границы провинции. Кроме территории французской провинции Канада, к ней были присоединены территории современных Южного Онтарио, Иллинойса, Индианы, Мичигана, Огайо, Висконсина и частично Миннесоты. Это втрое увеличило площадь провинции по сравнению с французской провинцией.
- Религия: Акт позволил должностным лицам исповедовать римско-католическую веру, заменив клятву руководителей Елизавете I и её наследникам на клятву Георгу III без упоминания протестантской веры. Это впервые позволило франкоканадцам законно участвовать в делах провинциального управления без официального отречения от их веры. Был также восстановлен сбор церковной десятины, прекращённый предыдущими административными нормами, и разрешено иезуитским священникам вернуться в провинцию.
- Структура управления: Акт определил структуру провинциального управления. Губернатор назначался Короной и управлял при содействии законодательного совета; о выборном законодательном собрании никаких положений не было[1].
- Право: Традиционная французская система частного права была восстановлена по гражданским делам. Британские формы правосудия применялись к уголовным делам.
- Землепользование: Восстановлена система сеньората как средство распределения и управления пользованием земли. Эта система применялась французами для управления провинцией; британцы ввели районную систему землеустройства в 1763 г.

### Участие франкоканадцев
Внутренние контакты британского колониального управления в Квебеке наводили на мысль о неудаче в достижении целей, поставленных перед Актом о Квебеке. 4 февраля 1775 губернатор Гай Карлтон писал генералу Томасу Гейджу, что он считал канадцев в целом довольными этим актом.
В том же письме Карлтон заметил, что Акт не является долговременным решением.
Около 4 месяцев спустя опасения Карлтона о способности канадского дворянства (фр. noblesse) и духовенства управлять народом подтвердились. 7 июня, после новостей о битвах при Лексингтоне и Конкорде, а также о захвате форта Тикондерога и последующего нападения Бенедикта Арнольда на форт Сен-Жан, он написал колониальному секретарю Дартмуту, что на оборону провинции выступило лишь местное дворянство (притом лишь молодёжь), а индейцы и крестьяне саботировали военные сборы.
Менее чем через месяц, 28 июня 1775, главный судья Уильям Хей писал лорду-канцлеру из Квебека, что франкоканадцы недовольны новым актом, английскими офицерами и законами и негативно настроены по отношению к английским купцам.
21 сентября 1775 лейтенант-губернатор Крамаэ, управлявший Квебеком, пока Карлтон был в Монреале, писал Дартмуту о неудаче в сплочении народа после сообщений о грядущем вторжении из южных колоний: верность королевской службе продемонстрировали лишь джентри, духовенство и большинство городских жителей.